# Amphibulus borealis
Amphibulus borealis är en stekelart som beskrevs av Luhman 1991. Amphibulus borealis ingår i släktet Amphibulus och familjen brokparasitsteklar. Inga underarter finns listade i Catalogue of Life.